# Jonna Andersson
Jonna Andersson (Mjölby, 2 de janeiro de 1993) é uma futebolista profissional sueca que atua como média (br: meia) e defesa (br: zagueira).
Atualmente (2024), joga pelo Hammarby Fotboll (dam), clube sediado na cidade de Estocolmo na Suécia.
Integra a Seleção Sueca de Futebol Feminino desde 2016.

## Carreira
Jonna Andersson faz parte da Seleção Sueca de Futebol Feminino desde 2016. Participou nas Olimpíadas de 2016 no Rio de Janeiro.

Integrou a  Seleção Sueca de Futebol Feminino na Copa do Mundo de Futebol Feminino de 2023, tendo a Suécia ficado em 3.º lugar, e conquistado a medalha de bronze.

## Clubes
Jogou por vários clubes: 
- Suécia Linköpings FC (2009-2017)
- Chelsea FC (2018-2022)
- Hammarby Fotboll (dam) (2022-)

## Títulos
Atualizado a 11 de novembro de 2023
Jonna Andersson conquistou vários títulos durante a sua carreira desportiva: 
- Copa do Mundo de Futebol Feminino -  2023
- Jogos Olímpicos de 2016 – Futebol feminino
- Campeonato Sueco de Futebol Feminino – 2009, 2016, 2017, 2023
- Copa da Suécia de Futebol Feminino – 2022/2023, 2014/2015 e 2013/2014
- Supercopa da Suécia de Futebol Feminino – 2010
- Campeonato Europeu de Futebol Feminino Sub-19 – 2011/2012
- Algarve Cup – 2018 e 2022
- Campeonato Inglês de Futebol Feminino – 2017/2018, 2020/2021 e 2021/2022
- Copa da Inglaterra – 2017/2018 e 2021/2022